# Pekka Rauhala
Pekka Veli Rauhala, né le 25 avril 1960 à Muurame, est un lutteur finlandais spécialiste de la lutte libre.

## Carrière
Pekka Rauhala est médaillé d'argent à quatre reprises aux Championnats d'Europe de lutte dans la catégorie des moins de 74 kg : en 1982 à Varna, en 1983 à Budapest, en 1987 à Veliko Tarnovo et en 1988 à Manchester.
Il a également participé à quatre éditions des Jeux olympiques (en 1980, 1984, 1988 et 1992), avec notamment une cinquième place en 1988.
Il est le frère du lutteur Jukka Rauhala et le neveu du lutteur Kalervo Rauhala.